# Tenedos banos
Tenedos banos (лат.) — вид пауков-муравьедов рода Tenedos (Zodariidae). Распространены в Южной Америке (Эквадор, Banos, Cave of Banos, 2300 м).

## Описание
Пауки мелких размеров (около 5 мм) с удлиненным карапаксом. Самцов этого вида можно отличить по комплексной голени пальп, которая имеет большой дорсолатеральный апофиз в сочетании с вентролатеральным и пролатеральным; верхняя часть RTA явно усечена и шире нижней. Самки характеризуются небольшой полукруглой губой на заднем крае эпигина. Основная окраска желтовато-коричневая и серая. Глаза мелкие, расположены в два выпуклых ряда. Глаза: AE равноудаленные; AME удалены на диаметр; ALE больше, чем AME. PME примерно на расстоянии их радиуса друг от друга и в три-четыре раза больше расстояния от PLE. Формула ног 4123. Брюшко овальное с шестью спиннеретами у обоих полов.

## Классификация
Вид был впервые описан в 2002 году бельгийскими арахнологами Rudy Jocqué и Leon Baert (Бельгия) по типовому материалу из Южной Америки. Сходен с видом Tenedos fartilis.